# Valle di Maddaloni
 Valle di Maddaloni  község (comune) Olaszország Campania régiójában, Caserta megyében.

## Fekvése
A megye délkeleti részén fekszik, Nápolytól 30 km-re északkeletre, Caserta városától 7 km-re keleti irányban. Határai: Caserta, Cervino, Durazzano, Maddaloni és Sant’Agata de’ Goti.

## Története
A települést a longobárd időkben alapították (8-9. század). A következő századokban nemesi birtok volt. A 19. században nyerte el önállóságát, amikor a Nápolyi Királyságban felszámolták a feudalizmust.

## Népessége
A népesség számának alakulása:

## Főbb látnivalói
- San Pietro-templom
- Madonna dell’Annunziata-templom
- Vanvitelli-vízvezeték